# José Luis Brown
José Luis Brown (Ranchos, 11 de novembro de 1956 – La Plata, 12 de agosto de 2019) foi um treinador e futebolista argentino que atuou como zagueiro.

## Clubes
Brown atuou como zagueiro, estreando no futebol profissional em 1975, pelo Estudiantes de La Plata. Atuou por outros times como Deportivo Español e Boca Juniors.
Foi jogar no exterior, no Stade Brestois, Atlético Nacional de Medellín, Real Murcia e retornou a Argentina para se despedir como jogador pelo Racing Club.

## Seleção Argentina
Defendeu a Seleção Argentina como titular na Copa do Mundo FIFA de 1986 na qual sagraria-se campeão, anotando inclusive o primeiro gol da final.

## Treinador
Entre 2000 e 2013 foi treinador, inclusive da Seleção Argentina Sub-17. 

## Doença e morte
Brown foi diagnosticado com Doença de Alzheimer, que afeta principalmente a memória. Já internado em uma clínica de La Plata, faleceu em 12 de agosto de 2019.

## Títulos
Estudiantes
- Campeonato Nacional: 1983

Argentina
- Copa do Mundo FIFA: 1986